# Hurtigruten AS
Hurtigruten AS ist eine norwegische Reederei mit Sitz in Tromsø. Ihr Kerngeschäft ist der Betrieb von Schiffen auf der traditionellen Postschifflinie Hurtigruten.
Hurtigruten AS ist eine Tochtergesellschaft der seit 2014 bestehenden Hurtigruten Group, unter deren Dach zudem Schwestergesellschaften für Nordkap- und Spitzbergenkreuzfahrten operieren. Das Geschäftsfeld HX für Expeditionskreuzfahrten wurde im Februar 2025 an eine Investorengruppe verkauft.
Darüber hinaus hält die Gesellschaft noch Anteile an norwegischen Transportunternehmen. Heimathafen aller Einheiten der Reederei ist Tromsø, wobei die Schiffe den Tochtergesellschaften zugeordnet sind.

## Geschichte
Die Reederei wurde im März 2006 als ein Zusammenschluss der Reederei Troms Fylkes Dampskibsselskap A/S (TFDS) mit der Ofotens og Vesteraalens Dampskibsselskap A/S (OVDS) gegründet. Zunächst firmierte sie ein Jahr unter dem Namen Hurtigruten Group ASA, bis sie im März 2007 den Namen Hurtigruten Group ASE (Aktiengesellschaft) bekam. Mit Wirkung zum 17. Februar 2015 hat Silk Bidco AS alle Aktien der Hurtigruten ASE übernommen und die Hurtigruten ASE von der Börse genommen. Das Unternehmen hielt vorher bereits über 55 % der Anteilsscheine der Hurtigruten. Die neue Rechtsform ist AS (GmbH). Die Silk Bidco AS ist ein Joint Venture der Kapitalinvestoren Home Capital AS, Periscopus AS und Investmentsfunds der britischen TDR Capital LLP.
Als zweites Standbein, neben den Postschiffreisen, wurden ab dem Jahr 2007 Expeditionsreisen angeboten. Im Jahr 2021 wurden die Geschäftsfelder in separat operierende Einheiten unter dem Dach der Hurtigruten Group überführt: Hurtigruten Norwegen für den Postschiffverkehr, Hurtigruten Svalbard für das Spitzbergengeschäft und Hurtigruten Expeditions für die Expeditionskreuzfahrten. Weitere Gesellschaften dienen der Strukturierung des operativen Geschäfts.
Im Dezember 2023 wurde bekanntgegeben, dass das Geschäftsfeld Expeditionskreuzfahrten mit der Marke HX in ein eigenständiges Unternehmen transferiert wird. und im November 2024 wurde bekanntgegeben, dass HX an eine Investorengruppe verkauft wird. Die Abspaltung wurde im Februar 2025 vollendet. Unter dem Dach der Hurtigruten Group verbleiben das klassische Postschiffgeschäft, nun wieder unter der Marke Hurtigruten, sowie Hurtigruten Svalbard.

## Finanzielle Probleme
Ab ihrer Gründung litt die Reederei nahezu konstant unter einer hohen Verschuldung. Aufgrund dieser Probleme war die Reederei gezwungen, ihre Geschäftsfelder neu zu ordnen. Dies führte zur Veräußerung von Geschäftsfeldern; so trennte sich die Gesellschaft am 5. Januar 2009 von ihrem Geschäftsbereich Fähren und „Hurtigbåter“, die an die Tochtergesellschaft Torghatten Nord der Torghatten ASA veräußert wurden. Außerdem wurden im selben Jahr alle Beteiligungen an Hotels und Reiseveranstaltern verkauft. Ebenfalls aus Kostengründen wurden die Hurtigrutenschiffe Nordlys und Nordnorge vorübergehend aufgelegt.

## Geschäftsfelder und Beteiligungen

### Die Postschifflinie der Hurtigruten

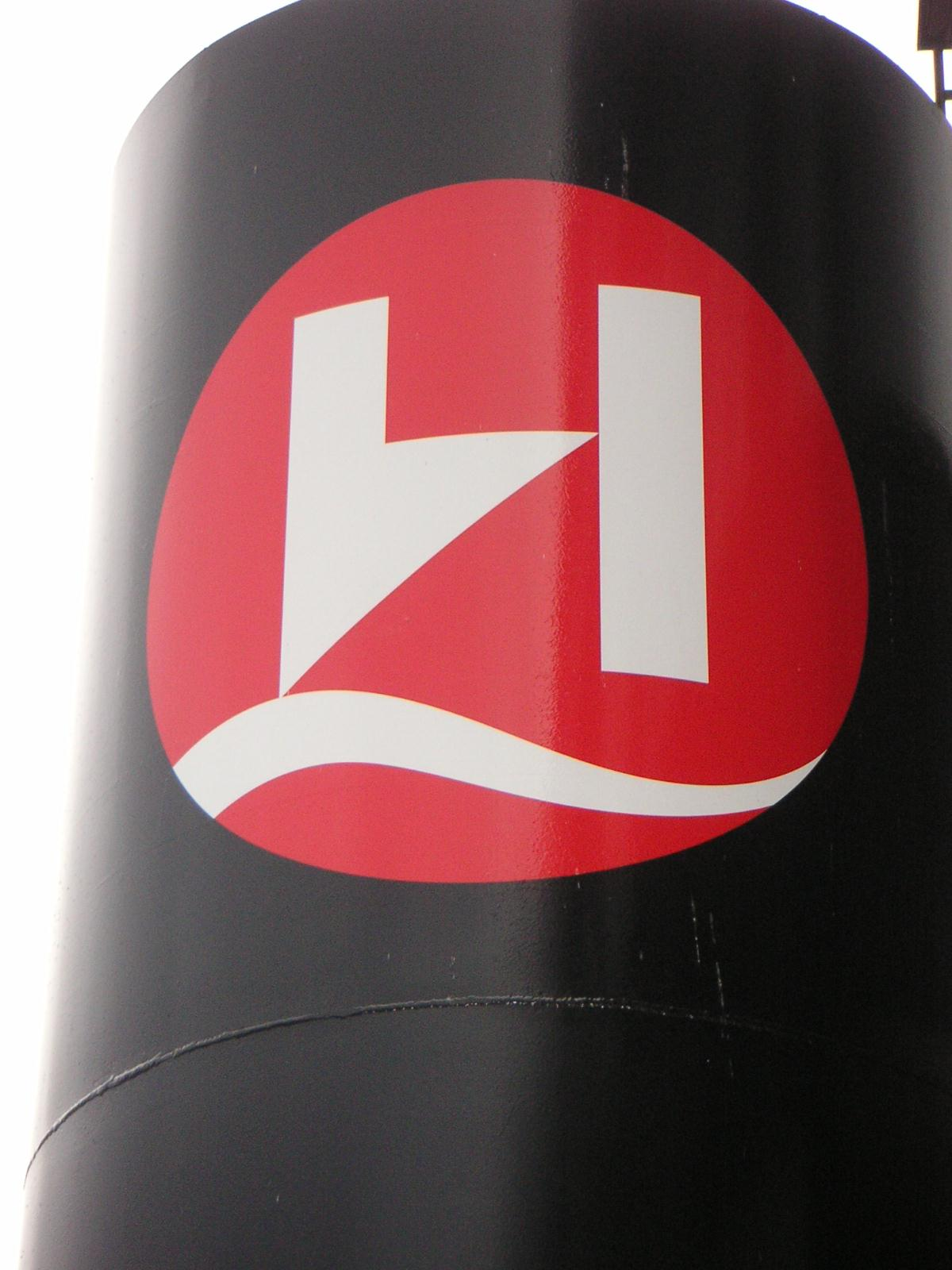
Schornsteinlogo der Hurtigruten

Die Reederei betreibt die meisten Schiffe auf der Postschifflinie Hurtigruten.
2018 wurde ein neuer Konzessionsvertrag mit dem norwegischen Verkehrsministerium vereinbart, demzufolge ab 2021 von elf benötigten Schiffen Hurtigruten AS sieben, die Reederei Havila Kystruten vier bereitstellen werden; gleichzeitig sind neue Umweltauflagen in Kraft getreten.

### Touristische Reisen
Nach der Abtrennung von HX bietet Hurtigruten neben den klassischen Postschiffreisen noch touristische Reisen mit dem Fokus auf Norwegen, Nordkap und Svalbard an.

### Die Flotte von Hurtigruten (Stand Anfang 2025)

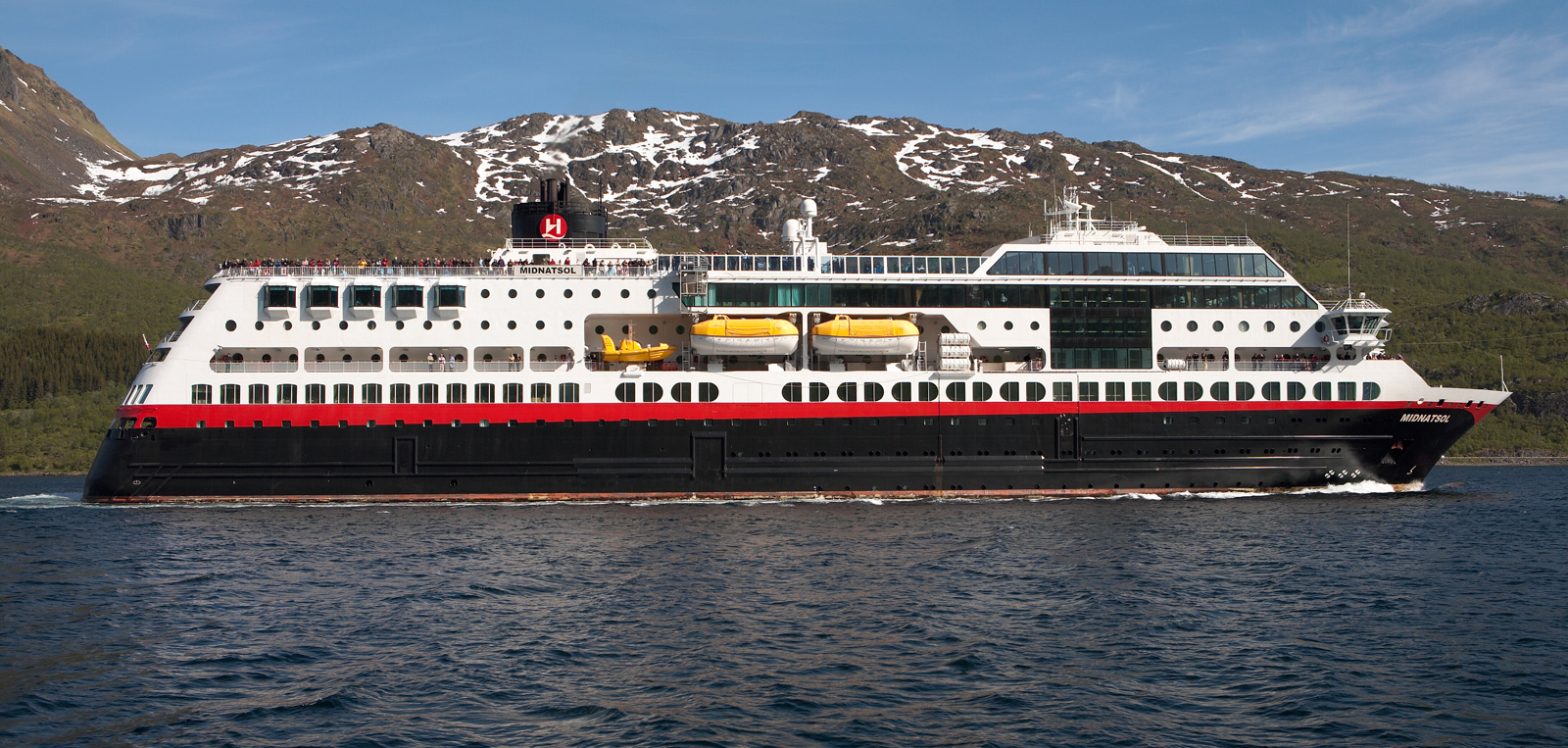
RoPax-Schiff Midnatsol der Hurtigruten

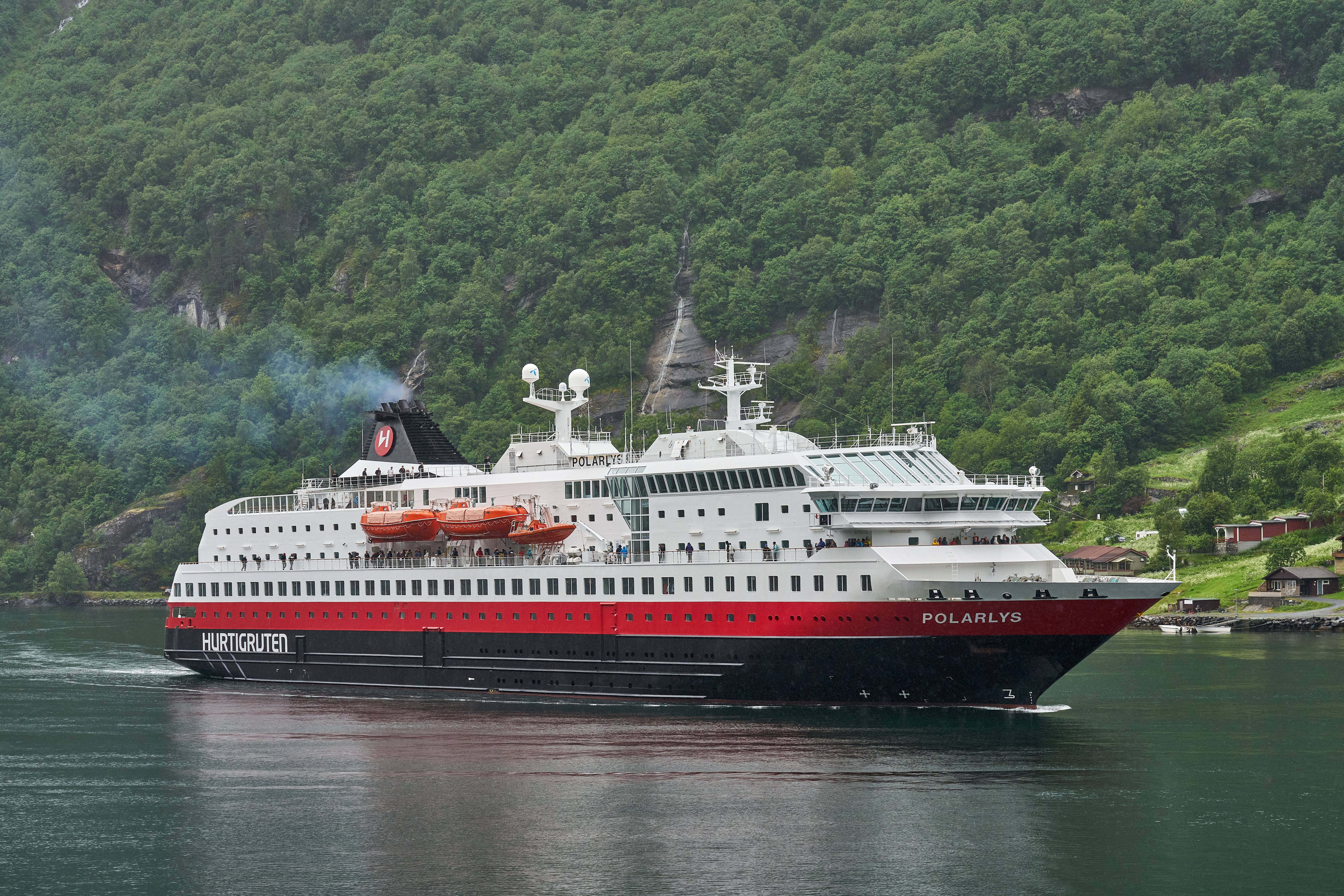
Polarlys im Jahr 2022

| Name         | Baujahr | Vermessung | Länge    | Breite  | Passagiere | Bauwerft                   | Status/Verbleib |
| ------------ | ------- | ---------- | -------- | ------- | ---------- | -------------------------- | --- |
| Vesterålen   | 1983    | 6.291 BRZ  | 108,60 m | 16,50 m | 510        | Kaarbøs Mekaniske Verkstad | in Dienst als Postschiff                                                                                                 |
| Kong Harald  | 1993    | 11.204 BRZ | 121,80 m | 19,20 m | 691        | Volkswerft Stralsund       | in Dienst als Postschiff                                                                                                 |
| Midnatsol    | 2003    | 16.151 BRZ | 135,75 m | 21,50 m | 532        | Fosen Yards                | im Dienst als Postschiff; von 2021 bis 2024 unter dem Namen Maud als Expeditionsschiff im Einsatz                        |
| Nordlys      | 1994    | 11.204 BRZ | 121,80 m | 19,20 m | 691        | Volkswerft Stralsund       | in Dienst als Postschiff                                                                                                 |
| Nordnorge    | 1997    | 11.384 BRZ | 123,30 m | 19,50 m | 691        | Kleven Verft               | in Dienst als Postschiff                                                                                                 |
| Nordkapp     | 1995    | 11.386 BRZ | 123,30 m | 19,50 m | 691        | Kleven Verft               | in Dienst als Postschiff                                                                                                 |
| Polarlys     | 1996    | 11.341 BRZ | 123,00 m | 19,20 m | 737        | Ulstein Verft              | in Dienst als Postschiff                                                                                                 |
| Richard With | 1993    | 11.205 BRZ | 121,80 m | 19,20 m |            | Volkswerft Stralsund       | in Dienst als Postschiff                                                                                                 |
| Trollfjord   | 2002    | 16.140 BRZ | 135,75 m | 21,50 m | 822        | Fosen Yards                | in Dienst als Schiff der „Signature“-Linie zwischen Bergen und Spitzbergen (Sommer), bzw. Oslo und dem Nordkapp (Winter) |
| Finnmarken   | 2002    | 15.690 BRZ | 138,5 m  | 21,5 m  | 526        | Kleven Verft               | in Dienst als Schiff der „Signature“-Linie zwischen Hamburg und dem Nordkap, von 2021 bis Mai 2025 als Otto Sverdrup     |

### Beteiligungen

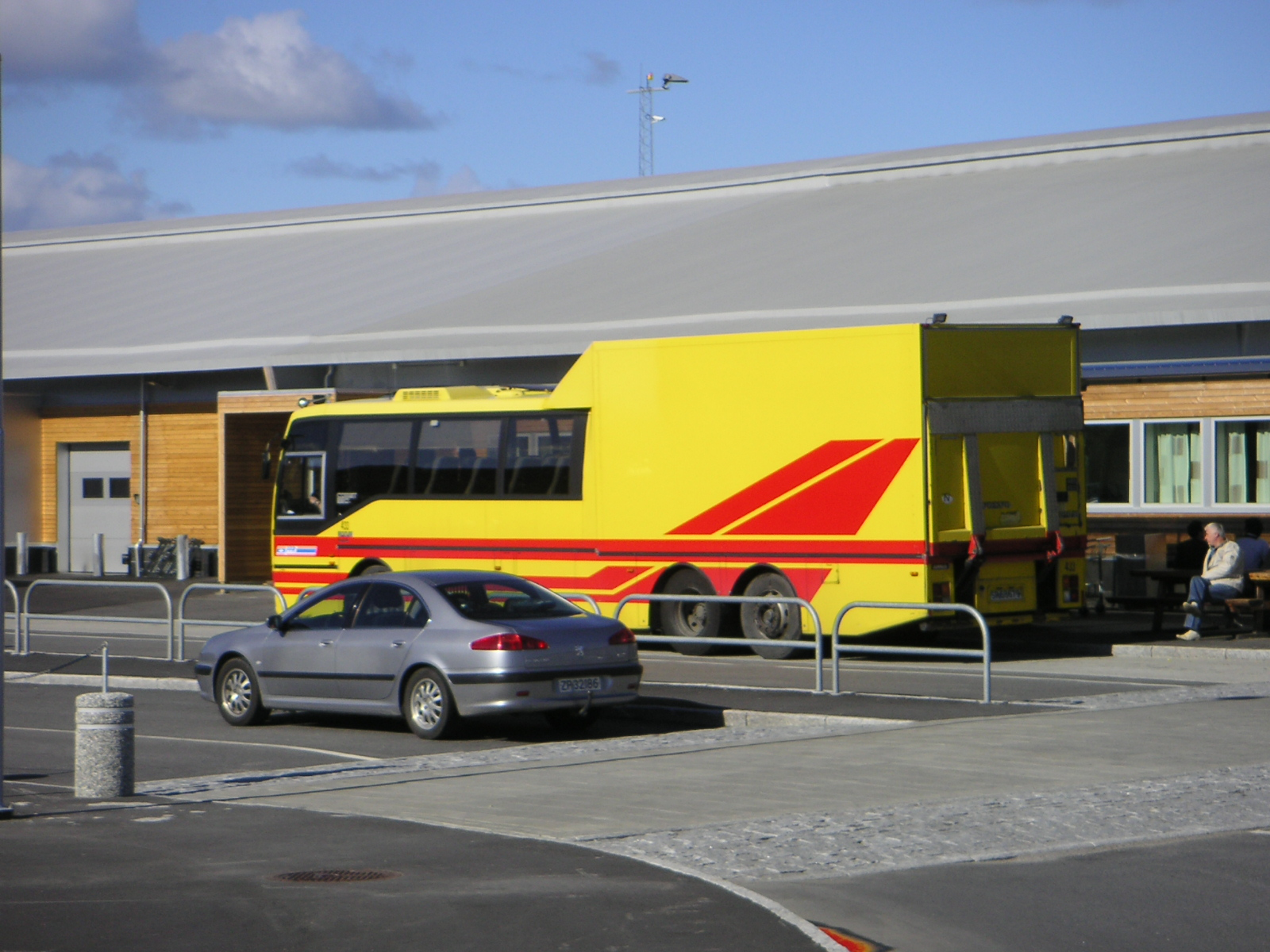
Ein Überlandbus der TIRB, bemerkenswert ist die Kombination von Fracht- und Passagierkabine (2007)

Die Reederei war zu 50 % an der norwegischen Reederei Nor Lines beteiligt. Ferner hielt die Hurtigruten ASA 70,15 % der Anteile der am 1. November 2016 eingestellten TIRB (vormals Troms Innland Rutebil), eines Transportunternehmens mit Sitz in Finnsnes, das neben Überlandbusverbindungen auch LKW im Nah- und Fernverkehr einsetzte. Über TIRB war sie darüber hinaus an den regionalen Transportgesellschaften Tromsbuss (1960–2008) und Ofotens Bilruter (1938–2008) beteiligt.

## Besatzung und Arbeitsbedingungen

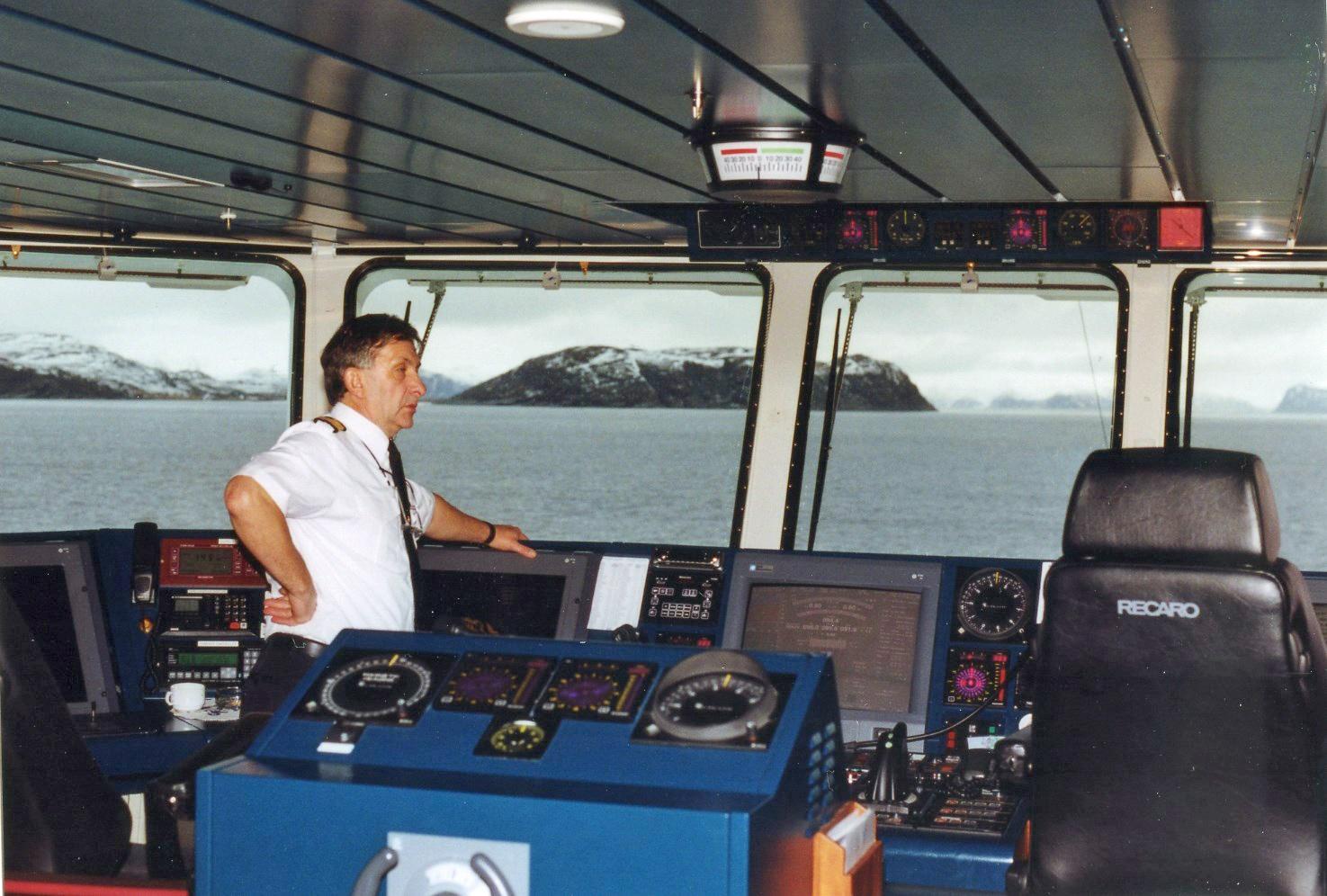
Blick von der Brücke der Trollfjord

Die Schiffe der Hurtigruten tragen eine besondere Form der norwegischen Nationalen, die sie als staatliches Postschiff identifizieren

Alle Hurtigrutenschiffe fahren unter norwegischer Flagge. Solange durch staatliche Subventionen ein erheblicher Teil der Betriebskosten getragen wird, gilt ein Ausflagg-Verbot für die Reederei. So sind auf allen Schiffen des Linienverkehrs – mit nur wenigen Ausnahmen – ausschließlich norwegische Offiziere an Bord. Dies gilt nicht mehr für die Expeditionsschiffe, die in einem Zweitregister in Norwegen registriert sind. Auch bei der übrigen Besatzung ist der Anteil norwegischer Arbeitskräfte sehr hoch. Im Gegensatz zu Schiffen anderer Reedereien ist der Anteil von Arbeitskräften aus sogenannten Billiglohn-Ländern verschwindend gering. Die Schiffe der Hurtigruten haben eine zwischen 31 (Vesterålen) und 85 Personen (Finnmarken) starke Besatzung. Die Besatzung bleibt zwei Umläufe, also 22 Tage, an Bord und hat danach 22 Tage frei. Der Personalwechsel findet in der Regel in Bergen statt.